# Shenbi
Shenbi (xinès simplificat: 神笔, xinès tradicional: 神筆, pinyin: Shénbǐ, literalment 'El pinzell diví') és una pel·lícula xinesa d'animació en stop-motion produïda per Shanghai Animation Film Studio. Està inspirada en el conte de Hong Xuntao Ma Liang. Hi hagué dos versions de la pel·lícula. El 1954 s'estrena la primera pel·lícula, titulada Shenbi Ma Liang (xinès simplificat: 神笔马良, xinès tradicional: 神筆馬良, pinyin: Shénbǐ Mǎ Liáng, literalment 'El pinzell diví de Ma Liang'). El 1955 s'estrena una segona versió, ja coneguda com Shenbi. Les pel·lícules foren dirigides per Jin Xi, baix supervisió d'un dels germans Wan, Wan Chaochen, que hi aportà la tecnologia per a fer pel·lícules amb titelles. En anglés, les pel·lícules reben indistintament les denominacions Magic Pen, Magical Pen o The Magic Brush.
La pel·lícula s'inspira en l'art i narracions tradicionals xineses, però també en la vida quotidiana de la gent. Hi apareix un pinzell màgic que representaria els anhels de confort i benestar de les classes treballadores. Tot i l'evident inspiració en la cultura xinesa, els historiadors del cinema han arribat a la conclusió que fou Shenbi i no Wuya Wei Shenme Shi Heide la pel·lícula xinesa que va rebre un guardó al Festival de Venècia, i que suposadament seria confosa amb una producció soviètica, fet que inspiraria un gir cap a la tradició en les pel·lícules de Shanghai Animation Film Studio.